# Złote przeboje – Miłość do końca świata
Złote przeboje - Miłość do końca świata – piętnasty album studyjny polskiej piosenkarki Mona Lisy wydany 13 grudnia 2011.
Promującym singlem płyty jest piosenka tytułowa "Miłość do końca świata".

## Lista utworów
1. "Ajajaj kolorowe lato"
2. "Śpiewajmy miłość"
3. "Hej Ibiza"
4. "Miłość do końca świata"
5. "Rendez-vous"
6. "Będę zawsze z tobą"
7. "Zatańcz mambo"
8. "Las Vegas"
9. "Afryka coś w sobie ma"
10. "Pocałunek na gorącej plaży"
11. "Barcelona szalona"
12. "Grecka miłość"
13. "Miłość nie jest na jedną noc"
14. "Kuba (tam pojechać chcę)"
15. "Reggae z Jamajki"
16. "Na swej drodze Anioła zawsze mam"
17. "Niech lato"
18. "Maria Teresa"